# Michael Heyrovský
Michael Heyrovský (29. května 1932 Praha – 12. dubna 2017 Praha) byl český elektrochemik, syn zakladatele polarografie a nositele Nobelovy ceny za chemii Jaroslava Heyrovského.

## Život
Vystudoval obor chemie Matematicko-fyzikální fakultě Univerzity Karlovy se specializací na fyzikální chemii. Jako promovaný chemik nastoupil do zaměstnání v roce 1957 do Polarografického ústavu ČSAV, kde vypracoval diplomovou práci na téma „Depolarizační účinky iontů hlinitých“. Na britské stipendium absolvoval v letech 1962-1965 studijní pobyt na univerzitě v Cambridgi, kde pracoval u budoucího laureáta Nobelovy ceny za chemii Ronalda Norrishe. V roce 1966 na Cambridgeské univerzitě získal doktorát. Během svého pobytu zde také poznal svou budoucí ženu Rajalakshmi (Raji) Natarajan, původem z Indie. Oženil se s ní v srpnu 1968. Narodili se jim tři synové: David, Emil, Albert a dcera Neela. Za povšimnutí stojí také to, že příbuzným manželky je Chandrasekhara Venkata Raman, nositel Nobelovy ceny za fyziku z roku 1930. V letech 1967 až 1968 pracoval na univerzitě v německém Bambergu jako stipendista Humboldtovy nadace. Zde se věnoval problematice elektrochemie některých dusíkatých sloučenin.
Působil jako vědec v Ústavu fyzikální chemie Akademie věd ČR, který nese jméno jeho otce. Zde se zabýval elektrochemií, hlavně na rtuťových elektrodách. Byl autorem či spoluautorem více než 100 odborných prací z oblasti polarografie a voltametrie. Stál u zrodu Nadačního fondu Jaroslava Heyrovského. Stb jej vedla pod krycím jménem Polaroid jako důvěrníka.
Krátce před smrtí stihl ještě připravit výstavu Příběh kapky, která pojednávala o jeho otci.